# Wilibald Swibert Joseph Gottlieb von Besser
Pour les articles homonymes, voir Besser.
 (mai 2019).
Si vous disposez d'ouvrages ou d'articles de référence ou si vous connaissez des sites web de qualité traitant du thème abordé ici, merci de compléter l'article en donnant les références utiles à sa vérifiabilité et en les liant à la section « Notes et références ».
Wilibald (ou Wilhelm ou Willibald) Swibert Joseph Gottlieb von Besser est un botaniste autrichien, né le 7 juillet 1784 à Innsbruck et mort le 11 octobre 1842.

## Biographie
Il étudie la médecine et la botanique en Autriche et obtient son titre de docteur en 1799 à Kremenets (Volhynie, Ukraine). Durant son séjour à Kremenec, il se consacre à sa passion, la botanique, et constitue une importante collection. En 1808, il devient professeur de botanique à l’université de Kremenec et conservateur de son jardin botanique. L’université de cette ville, située à quelques kilomètres de Kiev, avait été créée dans le but de décongestionner l’université de Kiev. Besser enrichit considérablement le jardin de l’université en plantant un arboretum et en aménageant plusieurs serres. Avec d’autres botanistes, il rassemble un vaste herbier de plus de 60 000 spécimens, tant d’Ukraine que d’Europe occidentale, du Caucase, de Sibérie, d’Inde, d’Afrique, d’Australie et d’Amérique.
Il exerce la médecine à Kiev de 1834 à 1841 et dirige le jardin botanique de la ville, à laquelle il lèguera son herbier. Il améliore grandement la connaissance de la flore de l’Ukraine et étudie la taxinomie des plantes vasculaires. Il s’intéresse aux espèces endémiques et relictuelles. Son Aperçu de la géographie botanique de Volhynie et de Podolie (1823) est d’une grande modernité.

## Œuvres
- Catalogue des plantes du jardin botanique du gymnase de Volhynie à Krzemieniec, 1811 ; Suppl. 1(1812)-4(1815).
- Primitiae Florae Galiciae Austriacae Utrisque, Vienne, 1809, 2 volumes.
- V.S. Besser ... Enumeratio plantarum hucusque in Volhynia, Podolia, gub. Kiioviensi, Bessarabia cis-tyraica et circa Odessam collectarum, simul cum observationibus in primitias florae Galiciae Austriacae, Vilnius, 1822.
- Aperçu de la géographie botanique de Volhynie et de Podolie, 1823.